# アレクサンドラ・パフムートワ
アレクサンドラ・ニコライエヴナ・パーフムトワ（ロシア語: Алекса́ндра Никола́евна Па́хмутова, 英語: Aleksandra Nikolayevna Pakhmutova, 1929年11月9日 - ）はロシアの作曲家。
姓の力点はロシア語では本来「パーフムトワ」であるが、日本ではうたごえ運動の時代に、「心さわぐ青春の歌」が最初「パフムートワ作曲」と紹介されたことから、今日でも「パフムートワ」で通用することが多い。

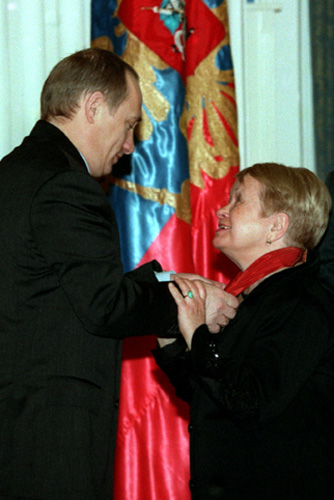
ウラジーミル・プーチン大統領と（2000年）

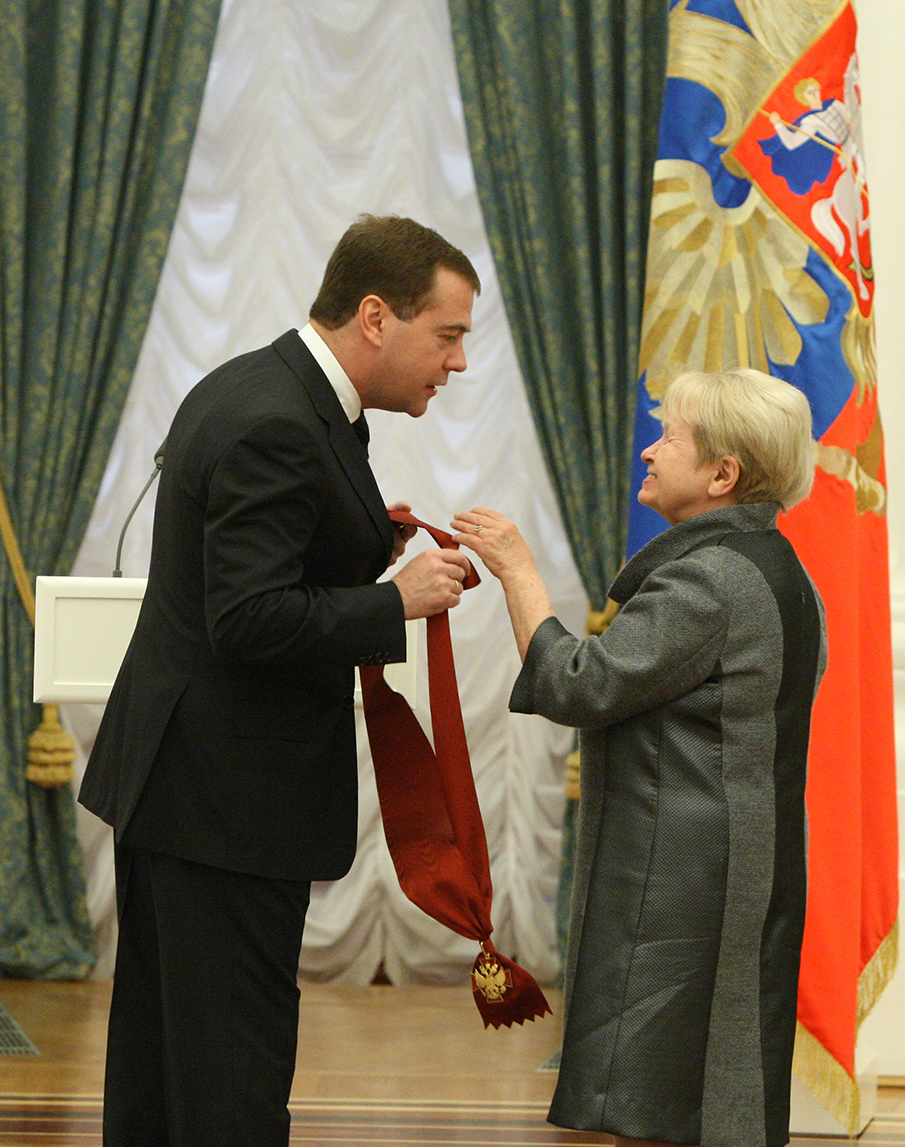
ドミートリー・メドヴェージェフ大統領と（2010年）

## 経歴
1929年、スターリングラード（現在のヴォルゴグラード）近郊に生まれる。1936年、6歳で町の音楽学校に入学し、戦争まで在学した。1942～1943年にはカラガンダへ疎開し、そこでも音楽教育を受け続けた。1943年の秋にモスクワ音楽院の付属学校へ移り、ピアノと作曲をヴィッサリオン・シェバリーン、ニコライ・ペイコの下で学んだ。1948年にモスクワ音楽院の作曲科に入学する。シェバリーンについて学び、1953年に優秀な成績で卒業する。その後研究科に在学し、1956年に卒業した。
1963～1991年、ソビエト連邦作曲家同盟幹部の秘書。

## 作品
作品には「ロシア組曲」「トランペット協奏曲」「青春序曲」「管弦楽のための協奏曲」などの管弦楽曲、カンタータや合唱などの子どものための曲、映画音楽などがある。また「心さわぐ青春の歌」をはじめとする400曲以上の歌曲を作曲したことでも知られている。

## 文献
- Добрынина Е., Александра Пахмутова, М., 1973.(E. ドブリニナ1973『アレクサンドラ・パフムートワ』モスクワ)